# Kongsvinger Idrettslag Toppfotball
Il Kongsvinger Idrettslag Toppfotball, meglio noto come Kongsvinger IL Toppfotball o KIL Toppfotball è una squadra di calcio di Kongsvinger, in Norvegia. Nella stagione 2022 milita nella 1. divisjon, la seconda serie del campionato norvegese di calcio.

## Storia
Fondato il 31 gennaio del 1892 come Kongsvinger og Omegns SF, nonostante le limitate risorse finanziarie a disposizione, il club vanta una partecipazione alla massima serie del campionato norvegese di calcio di ben 17 stagioni consecutive (dal 1983 al 1999), conseguendo, come miglior risultato di sempre, il secondo posto nella stagione 1992. Dopo la retrocessione del 1999, il club venne nuovamente retrocesso nel 2001 nella terza serie norvegese. L'arrivo dell'allenatore Vegard Skogheim nel 2003 dette nuova linfa al club, che venne promosso in Adeccoligaen, seconda serie, e che già nel 2004 sfiorò la promozione in Tippeligaen, promozione sfumata dopo il doppio scontro con il Bodø/Glimt.
A livello europeo, da segnalare il pareggio, per 1-1 contro la Juventus durante la Coppa UEFA 1993-1994.
Lo Gjemselund Stadion, che ospita le partite interne, ha una capacità di 2 750 spettatori.

## Allenatori
- 1969-1971  Karl Jacob Sværk
- 1972  Finn Salvesen
- 1973-1975  Oddvar Kjernsby
- 1976-1977  Erling Hokstad
- 1978  Danny McLennan
- 1978  Svein Ivar Sigernes
- 1978  Terje Østbøll
- 1979-1980  Helge Sørlie
- 1981-1982  Svein Ivar Sigernes
- 1983  Christer Nilsson
- 1984-1985  Svein Ivar Sigernes
- 1986  Ingvar Stadheim
- 1987-1989  Even Pellerud
- 1990  Kent Karlsson
- 1991  Svein Ivar Sigernes
- 1992-1995  Per Brogeland
- 1996-1997  Åge Steen
- 1998  Per Anders Sjøvold
- 1998-1999  Per Brogeland
- 2000  Hans Knutsen
- 2001  Erik Nystuen
- 2002  Kenneth Rosén
- 2003-2006  Vegard Skogheim
- 2007-2008  Thomas Berntsen
- 2008  Morten Kristiansen
- 2008  Øyvind Eide
- 2008-2009  Tom Nordlie
- 2009  Øyvind Eide
- 2010  Trond Amundsen
- 2010  Vidar Riseth e Øyvind Eide
- 2010  Tony Gustavsson
- 2011  Per Brogeland
- 2011  Øyvind Eide
- 2011-2012  Tom Nordlie
- 2013  Stian Aasen
- 2014  André Bergdølmo
- 2014  Paul Olausson
- 2014-2016  Luís Pimenta
- 2017-2018  Hans Erik Eriksen
- 2018  Kazimierz Sokołowski
- 2018  Mark Dempsey
- 2019  Vitor Gazimba
- 2020  Mika Lehkosuo
- 2020  Espen Nystuen
- 2021-2022  Eirik Mæland
- 2023  Vegard Hansen
- 2023-oggi  Johan Wennberg

## Palmarès

### Competizioni nazionali
- 1. divisjon: 1

2023
- 2. divisjon: 2

2003 (gruppo 2), 2015 (gruppo 4)

### Altri piazzamenti
- Campionato norvegese:

Secondo posto: 1992
Terzo posto: 1986, 1987
- Coppa di Norvegia:

Finalista: 2016
Semifinalista: 1983, 1990, 1992, 1996
- 1. divisjon:

Terzo posto: 2004, 2009, 2023

## Organico

### Rosa 2025
Aggiornata al 13 aprile 2025.
| N. |                        | Ruolo | Calciatore             |
| -- | ---------------------- | ----- | ---------------------- |
| 1  | Svezia (bandiera)      | P     | August Strömberg       |
| 2  | Svezia (bandiera)      | D     | Joel Nilsson           |
| 3  | Paesi Bassi (bandiera) | D     | Pim Saathof            |
| 5  | Norvegia (bandiera)    | D     | Fredrik Holmé          |
| 6  | Norvegia (bandiera)    | C     | Harald Holter          |
| 7  | Ghana (bandiera)       | C     | Eric Taylor            |
| 8  | Norvegia (bandiera)    | C     | Jesper Andreas Grundt  |
| 9  | Danimarca (bandiera)   | C     | Lucas Haren            |
| 11 | Svezia (bandiera)      | A     | Noa Williams           |
| 12 | Senegal (bandiera)     | D     | Mapenda Mbow           |
| 16 | Norvegia (bandiera)    | C     | Marius Trengereid      |
| 17 | Norvegia (bandiera)    | C     | Mathias Berg Gjerstrøm |
| 18 | Norvegia (bandiera)    | A     | Joacim Holtan          |

| N. |                      | Ruolo | Calciatore                |
| -- | -------------------- | ----- | ------------------------- |
| 19 | Danimarca (bandiera) | D     | Emil Arendrup Nielsen     |
| 20 | Norvegia (bandiera)  | A     | Albert Sandstad           |
| 21 | Norvegia (bandiera)  | D     | Daniel Lysgård            |
| 22 | Norvegia (bandiera)  | A     | Ludvig Langrekken         |
| 23 | Norvegia (bandiera)  | C     | Martin Tangen Vinjor      |
| 24 | Norvegia (bandiera)  | A     | Armand Øverby             |
| 25 | Norvegia (bandiera)  | C     | Marius Øien Damhaug       |
| 26 | Svezia (bandiera)    | C     | Wilhelm Ärlig             |
| 27 | Norvegia (bandiera)  | C     | Andreas Dybevik           |
| 28 | Norvegia (bandiera)  | A     | Rasmus Opdal Christiansen |
| 30 | Norvegia (bandiera)  | D     | Elias Tenden              |
| 93 | Russia (bandiera)    | P     | Aleksej Gorodovoj         |